# Szałamaje (przystanek kolejowy)
Szałamaje – przystanek kolejowy w Szałamajach, w województwie pomorskim, w Polsce. Znajduje się na 201. Nowa Wieś Wielka - Gdynia Port Centralny.

## Ruch pasażerski
| Rok  | Wymiana pasażerska na dobę |
| ---- | -------------------------- |
| 2017 | 0-9                        |
| 2022 | 0-9                        |